# Marius Patay
Pour les articles homonymes, voir Patay (homonymie).
Marius Patay (né le 28 août 1860 à Bourg-de-Thizy et mort le 9 octobre 1944 à Lyon 6e) est un inventeur, mécanicien et entrepreneur français. 
Pionnier de l'automobile, il est également le fondateur de l'usine de moteurs électriques Patay construite vers 1920 dans le quartier du Grand Trou à Lyon.

## Biographie

### Famille et formation
Marius Patay est né en 1860 à Bourg-de-Thizy dans le département du Rhône, son père est un ouvrier du textile. Le jeune Marius apprend métier en étant compagnon du Devoir, il commence son tour de France du compagnonnage à l'âge de 16 ans.

### Inventeur mécanicien
En 1885, à 25 ans, il est contremaître dans une usine de mécanique à Lyon. Au rez-de-chaussée de son appartement du 37 rue de Condé à Lyon, il construit un tricycle à vapeur de 700 kg appelé Colibri,. 

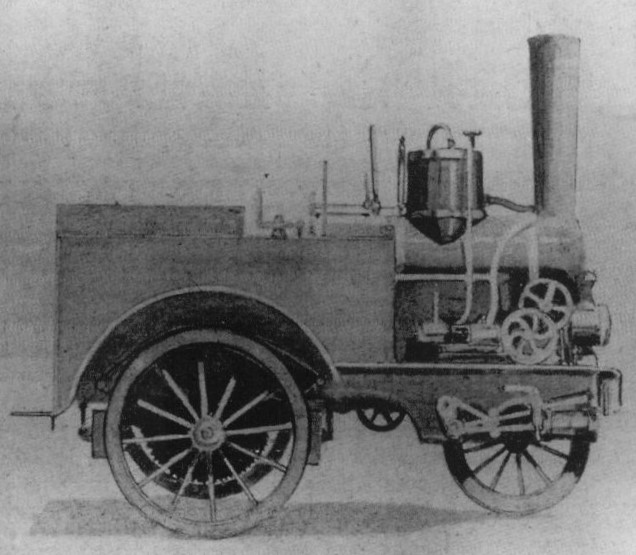
Tricycle par Marius Patay appelé le Colibri

En 1887, il demande à la préfecture d'exploiter sa locomobile sur les routes nationales N6 et N7 de Bully à Vénissieux via L'Arbresle à Vénissieux et à l'intérieur de Lyon du Quai Jayr via Vaise à la Place du Pont. Bien que deux des municipalités concernées aient soulevé des objections, le 4 février 1888, après une enquête approfondie, le préfet a accordé l'autorisation, sous réserve des restrictions suivantes : 
« La vitesse en marche ne dépassera pas 20 km/h en rase campagne et 8 km/h dans la traversée des lieux habités. Le mouvement doit également être ralenti, ou même arrêté, toutes les fois que l'approche de la locomotive, en effrayant les chevaux ou autres animaux, pourrait devenir une cause de désordre ou occasionner des accidents. Pendant la nuit, la machine portera à l'avant un feu rouge et à l'arrière un feu vert. Ces feux devront être allumés une heure avant le coucher du soleil et ne pourront être éteints qu'une demi-heure après son lever. Le machiniste devra se ranger à sa droite à l'approche de tout autre voiture, de manière à laisser libre la moitié de la chaussée ».

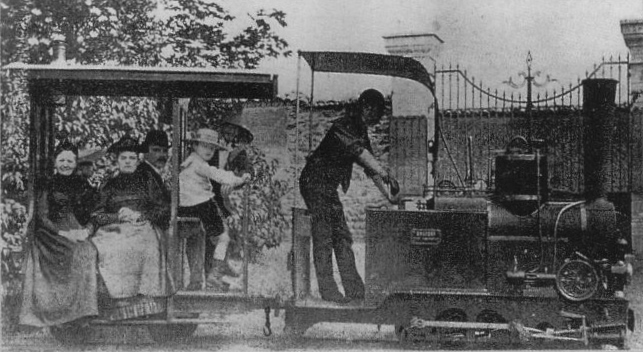
Le Colibri après transformation en une locomotive à voie locomotive-tender 020T, à voie inférieure à 1 mètre

Le Colibri a connu un tel succès que M. Bernard, propriétaire d'un domaine sur la Route de Champagne à Lyon, s'est intéressé à la machine à vapeur. Il a demandé au fabricant de le convertir en locomotive à vapeur pour l'exploiter sur le chemin de fer à voie inférieure à 1 mètre de son domaine.

### Entrepreneur
En 1894, Marius Patay fonde un atelier de mécanique générale et d'installation électrique au 157 rue Moncey à Lyon, où il construit également les vélos Jeanne d'Arc. Le succès de ses moteurs est tel, qu'en 1907, il s'installe rue Corne du Cerf et ne produit plus que ses « moteurs électriques, les premiers à être montés sur roulement à billes ». Pour répondre à la demande, Marius Patay déménage de nouveau son entreprise pour l'installer dans une importante usine qu'il construit en 1915 dans le quartier Monplaisir.
L'usine se spécialise dans la production de moteurs électriques jusqu'à 810 kW (1100 ch). Vers 1930, une voie longeant la limite est dénommée impasse Patay. 
Marius Patay meurt en 1944. Dix ans plus tard, l'entreprise est renommée Société Anonyme des Moteurs Patay.

## Hommage
Le Colibri a été acquis par la Compagnie des Eaux pour le transport de matériaux de construction lors de la construction de l'usine du boulevard de Pommerol. Charles Patay, fils de Marius, achète la locomotive quelques années plus tard aux établissements Weitz afin de l'ériger en monument à l'entrée de la société Patay. En 1985, André Patay vend la petite locomotive à la Fondation Berliet. Après restauration, la locomotive a fait l'objet d'une ordonnance de conservation en 1994, en reconnaissance de l'inventivité de Marius Patay et de la qualité de son travail.